# Oscarsgalan 1931
Oscarsgalan 1931 som hölls 10 november 1931 var den 4:e upplagan av Oscarsgalan där det prestigefyllda amerikanska filmpriset Oscar delades ut till filmer som kom ut mellan 1 augusti 1930 och 31 juli 1931.

## Vinnare och nominerade
Vinnarna listas i fetstil.
| Enastående produktion | Bästa regi |
| --- | --- |
| - Cimarron (RKO Radio) - Ett kvinnoöde (Fox) - Det stora reportaget (The Caddo Company) - Pappas pojke på äventyr (Paramount Publix) - Trader Horn (MGM) | - Norman Taurog – Pappas pojke på äventyr - Clarence Brown – Farlig kärlek - Lewis Milestone – Det stora reportaget - Wesley Ruggles – Cimarron - Josef von Sternberg – Marocko                                                         |
| Bästa manliga huvudroll | Bästa kvinnliga huvudroll |
| - Lionel Barrymore – Farlig kärlek - Jackie Cooper – Pappas pojke på äventyr - Richard Dix – Cimarron - Fredric March – Kungliga familjen - Adolphe Menjou – Det stora reportaget | - Marie Dressler – Kärlekens ögon - Marlene Dietrich – Marocko - Irene Dunne – Cimarron - Ann Harding – Holiday - Norma Shearer – Farlig kärlek                                                                                         |
| Bästa berättelse | Bästa manus efter förlaga |
| - Nattens eskader – John Monk Saunders - The Doorway to Hell – Rowland Brown - Laughter – Harry d'Abbadie d'Arrast, Douglas Doty och Donald Ogden Stewart - Public Enemy - samhällets fiende nr 1 – John Bright och Kubec Glasmon - Spelhusets hemlighet – Lucien Hubbard och Joseph Jackson | - Cimarron – Howard Estabrook - De dömdas lag – Seton I. Miller och Fred Niblo Jr. - Holiday – Horace Jackson - Little Caesar – Francis Edward Faragoh och Robert N. Lee - Pappas pojke på äventyr – Joseph L. Mankiewicz och Sam Mintz |
| Bästa ljudinspelning | |
| - Paramount Publix Studio Sound Department - MGM Studio Sound Department - RKO Radio Studio Sound Department - Samuel Goldwyn-United Artists Studio Sound Department | |
| Bästa scenografi | Bästa foto |
| - Cimarron – Max Rée - Sensationer 1980 – Stephen Goosson och Ralph Hammeras - Marocko – Hans Dreier - Svengali – Anton Grot - På kärlekens krigsstigar – Richard Day | - Kärlekens ö – Floyd Crosby - Cimarron – Edward Cronjager - Marocko – Lee Garmes - Rätten att älska – Charles Lang - Svengali – Barney McGill                                                                                          |

### Filmer med flera nomineringar
- 7 nomineringar: Cimarron
- 4 nomineringar: Pappas pojke på äventyr, Marocko
- 3 nomineringar: Det stora reportaget, Farlig kärlek
- 2 nomineringar: Holiday, Svengali

### Filmer med flera priser
- 3 priser: Cimarron